# Norman Helms
Pour les articles homonymes, voir Helms.
Norman Helms est un acteur et animateur de télévision canadien né le 15 mars 1958 à Québec .

## Biographie
Norman est parfaitement bilingue. Il débute en 1987 dans le film Tocade de Michel Murray avec Marie-Hélène Montpetit, dans lequel il joue son propre rôle. Et toujours en 1987, on l'a aperçu brièvement jouer un cadreur dans la série Scoop. En 1993 il revient au cinéma en tournant à nouveau avec le réalisateur Michel Murray dans le film Doublures avec Luc Picard. La même année, il est un gérant de WacDo dans la télésérie La Petite Vie tourné lors de la première saison. Puis en 2005, dans la série Amnésie, l'énigme James Brighton, dans laquelle il tenait le rôle de Denis Langlois. Puis, la même année, il a joué un vendeur d'assurance dans la série Un gars, une fille de Guy A. Lepage. Par la suite, il a coanimé la série Bouffe en Cavale de 2006 à 2013, avec le chef cuisinier Vincent Chatigny, ils se sont promenés au Canada d'un océan à l'autre à la découverte des produits du terroir. Ils sont aussi allés aux États-Unis, entre autres en Nouvelle-Orléans et en Louisiane, pour préparer et goûter des plats typiques de la région où ils se trouvaient. Sa dernière apparition à la télévision fut en 2016 pour la série District 31 pour lequel il joue un avocat, Me François Morais.

## Filmographie
- 1987 : Tocade
- 1987 : Scoop : Caméraman
- 1993 : Doublures
- 1993 : La Petite Vie (Saison 1, ép. 11 Thérèse au Wacdo) : gérant du WacDo
- 1994 : Les Grands Procès : Journaliste
- 1995 : Avec un grand A : Louis Chalout
- 1996 : Joyeux Calvaire : Le concierge
- 1997 : Cabaret Neiges Noires : JeanJean
- 1997 : Lobby : Francis Thomas
- 1997-2003 : Un gars, une fille : personnage polyvalent
- 1997 Cher Olivier - Épisode À Marcel Gamache - Patron théâtre Mercier
- 1998 : Réseaux (série télévisée) : Procureur
- 1998 : La petite vie Saison 3 épisode 7 Miss Madame : Mickey Masse
- 1998 : La Part des anges (série télévisée) : Thomas Dansereau
- 2000 : La Vie après l'amour : Robert Florent
- 2000 : Propagande : Stéphane E. Roy
- 2000 : Chartrand et Simonne : Médecin
- 2001 : Tribu.com (série télévisée) : Sylvain Lussier
- 2001 : Les Boys 3 : Jean-Paul
- 2002 : Asbestos : Curé Borduas
- 2002 : La Turbulence des fluides : Michel
- 2003 : 450 Chemin du Golf : Le Policier
- 2003 : L'Éternel et le brocanteur : L'éternel
- 2003 : L'Odyssée (TV)
- 2004 : Caméra Café : L’inspecteur
- 2004 : Les Bougons : Scout Réal
- 2005 : Familia : Francis
- 2005 : Un gars une fille : Assureur
- 2005 : Amnésie, l’énigme James Brighton : Félix Blain
- 2006 à 2013 : Bouffe en Cavale Avec le chef Vincent Chatigny.
- 2007 : Les cavaliers de la canette : ami d'une joyeuse bande d'alcoolique
- 2009 : 10 ½ : Josh l'éducateur
- 2011 : La Reine rouge : Patron du club vidéo
- 2013 : Amsterdam de Stefan Miljevic : inspecteur Thibault
- 2016 : District 31 : Me François Morais (2 épisodes)